# Andrea Aghini
Andrea Aghini Lombardi (rođen 29. prosinca 1963.) je talijanski umirovljeni reli vozač.
Nastupio je na 26 utrka svjetskog prvenstva, na podij se uspeo 5 puta, te jednom pobijedio i to na reliju Sanremo u sezoni 1992.
Karijeru je započeo na nacionalnim utrkama u Peugeot 205 GTI 1984.g. Prva utrku u svjetskom prvenstvu u reliju na kojoj je nastupio bio je Reli Sanremo 1986., a vozio je automobil Renault 5 GT Turbo. Za sezonu 1991. potpisao je ugovor s momčadi "Jolly Club" koju je podupirala Lancia. Vozeći automobil Delta Integrale 16V, te je godine, na dvije utrke bio peti, te tako osvojio svoje prve bodove. Sljedeće sezone nastupao je za tvorničku momčad Lancie "Martini Racing", kada je prvi puta i pobijedio. 
Vozeći Toyotu Corollu WRC osvojio je talijansko prvenstvo u reliju 1998. i 1999., a 1998. bio je drugoplasirani u ukupnom poretku Europskog prvenstva u reliju.